# Paul Ludwig Le Coq
Paul Ludwig Le Coq (* 23. März 1773 in Berlin; † 24. April 1824  ebenda) war ein preußischer Beamter, Wirklich Geheimer Legationsrat sowie Polizeipräsident und Regierungspräsident in Berlin.

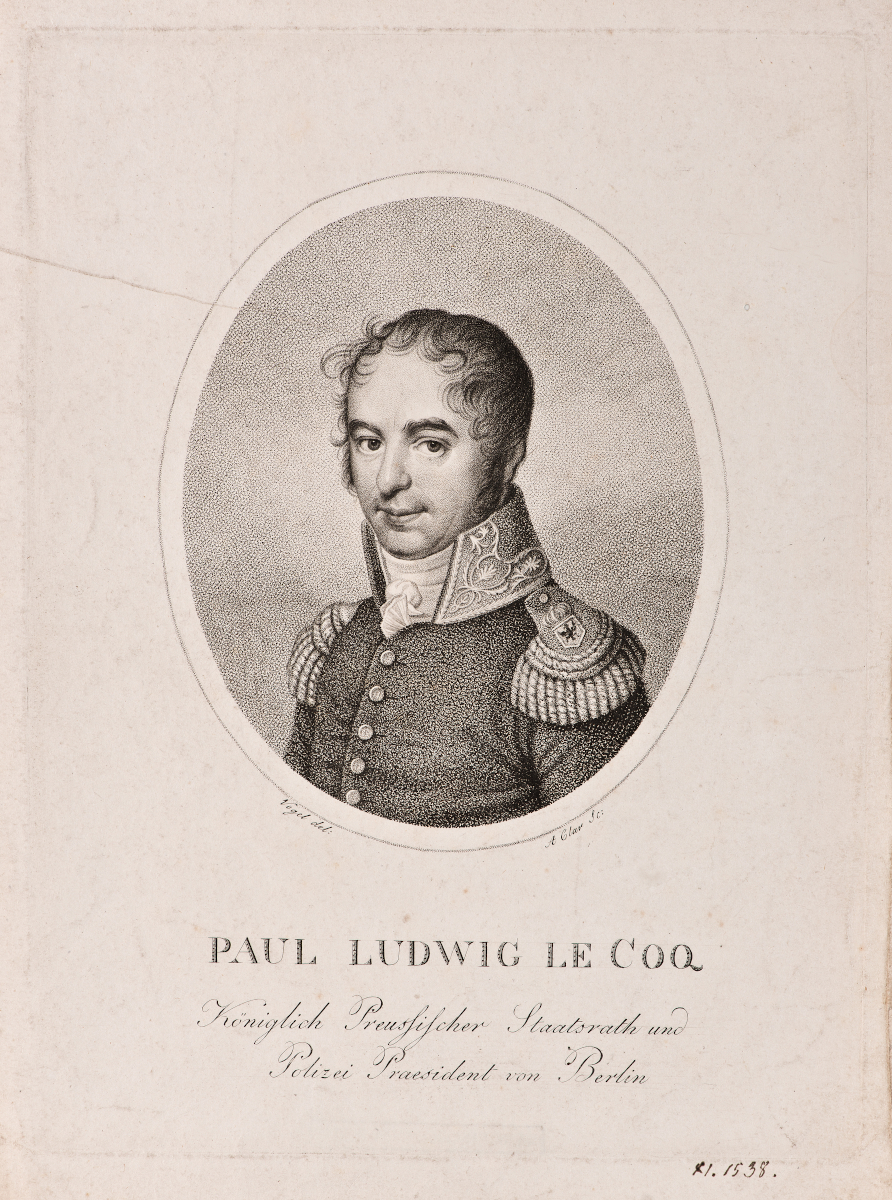
Bildnis des Paul Ludwig le Coq, Kupferstecher: Johann Friedrich August Clar, Stiftung Stadtmuseum Berlin, Reproduktionsfotograf: Oliver Ziebe, Berlin

## Leben
Ein Porträt des Paul Ludwig Le Coq, gestochen von dem Kupferstecher Johann Friedrich August Clar, befindet sich im Stadtmuseum in Berlin. Es zeigt ihn in einer Uniform und bezeichnet ihn als Polizeipräsidenten, ist also in der Zeit von 1812 bis 1821 entstanden.

### Herkunft und Familie
Paul war Hugenotte und Angehöriger der Familie Le Coq, die ursprünglich in Metz lebte. Der Großvater Jean Le Coq war als Flüchtling nach Deutschland gekommen. Er stammt in direkter Linie von Toussaint Le Coq ab, der 1565 in Metz Jeanne Doron geheiratet hat.
Seine Eltern waren Charles Le Coq († 1814), ein Kaufmann und Direktor der Zuckersiederei von David Splitgerber in Berlin, der es durch diese Tätigkeiten zu Wohlstand gebracht hat, und Marie Charlotte Ermann (1739–1802), die Schwester des deutschen Historikers und protestantischen Theologen Jean Pierre Erman (1735–1814). Auch ihre Familie war hugenottischer Herkunft und 1720 von Genf nach Berlin übergesiedelt.
Le Coq heiratete am 4. März 1794 Charlotte Elisabeth Le Fèvre (1766–1814). Nach ihrem Tod ging er eine zweite Ehe ein. Ein Sohn erster Ehe war Charles Emile Gustav (von) Le Coq (1799–1880), der ebenfalls Diplomat wurde. Seine Tochter Wilhelmine Elisabeth Le Coq (* 9. Juli 1788 in Berlin; † 15. August 1853 ebenda) heiratete den Juristen und späteren Legationsrat Joseph Wilhelm Balan.

### Ausbildung
Le Coq besuchte das Französische Gymnasium Berlin, bei dem sein Onkel, der Oberkonsistorialrat Jean Pierre Erman, die Stelle eines Schulleiters bekleidete. Er studierte die alten Sprachen, lernte Geschichte, Mathematik und Philosophie und verließ nach Beendigung der Schulzeit das Gymnasium, um sich am Französischen theologischen Seminarium nach dem Wunsch seines Vaters zum Predigtamt vorzubereiten.
Bald sah er aber ein, dass er für das Amt eines Predigers nicht geeignet war, und wünschte sich einen Wirkungskreis, in dem er für die Allgemeinheit nützlich sein könnte. Er beschloss daher, sich dem diplomatischen Fach zuzuwenden, das seiner Neigung wie seinen Fähigkeiten am meisten zusagte. Durch gründliches Studium der neueren Sprachen, verbunden mit einer Lektüre der neueren Literatur, bereitete er sich auf die erwählte Laufbahn vor. Ein Universitätsstudium absolvierte er nicht.

### Tätigkeit in der Staatskanzlei
Er trat in den preußischen Beamtendienst ein als geheimer Secretär bei der damaligen Geheimen Staatskanzlei. Schon im Jahre 1793 erhielt er die Stelle eines Geheimen expedirenden Secretärs bei dem Geheimen Cabinets-Ministerium. 1794 wurde er zum Kriegsrat und einige Jahre später zum Geheimen Kriegsrat ernannt. In der Geheimen Staatskanzlei blieb er bis 1806. Danach wechselte er in das Departement (Ministerium) der auswärtigen Angelegenheiten und wurde Vortragender Rat.

### Tätigkeit im Departement der auswärtigen Angelegenheiten
In der Schlacht bei Jena und Auerstedt hatte die preußische Armee eine schwere Niederlage gegen die französischen Truppen erlitten. Napoleon Bonaparte schlug am 14. Oktober 1806 mit seiner zahlenmäßig überlegenen Hauptarmee ein preußisch-sächsisches Korps bei Jena. 10 Tage später besetzte Napoleon Berlin und rückte innerhalb kurzer Zeit bis zur Weichsel vor. Die königliche Familie war nach Königsberg geflüchtet und Le Coq folgte ihr mit dem Departement der auswärtigen Angelegenheiten und anderen staatlichen Behörden. Im folgenden Jahre 1807 wurde er zum Wirklichen Geheimen Legationsrat ernannt.
Der Frieden von Tilsit beendete im Juli 1807 den Vierten Koalitionskrieg zwischen Preußen zusammen mit dem Russischen Kaiserreich einerseits und dem Französischen Kaiserreich andererseits. Der russisch-französische Friedensschluss teilte Europa in eine französische und eine russische Interessensphäre; das preußisch-französische Abkommen stufte Preußen auf den Status einer europäischen Mittelmacht zurück.
Spätestens in der Zeit in Königsberg hatte Le Coq Zugang zum König und beriet ihn mehrfach in diplomatischen Angelegenheiten. Er beriet den König insbesondere in der Frage der Ratifizierung der Pariser Konvention vom 8. September 1808, einem Nachfolgevertrag zum Frieden von Tilsit. Im Königsberger Folgeabkommen vom 12. Juli 1807 verpflichtete sich Frankreich, seine Truppen aus Preußen Zug um Zug entsprechend der Abgeltung der noch festzusetzenden Kriegskontribution zurückzuziehen. Deren Höhe wurde von Napoleon erst am 8. September 1808 in der Pariser Konvention festgelegt.
Le Coq, der den Zusammenbruch Preußens sehr bedauerte, äußerte sich im Freundeskreis:

„Dieser Tilsiter Friede nagt an meinem Herzen, doch über ein Kleines und Preußens König wird diese Scharte schon auswetzen.“

Der König und die Preußischen Behörden kehrten nach Berlin zurück. Im Jahre 1809 wurde Le Coq zum Staatsrat und Vortragender Rat bei dem neu organisierten Ministerium für auswärtige Angelegenheiten ernannt.

### Polizeipräsident und Regierungspräsident in Berlin
Da Le Coq seine Aufgaben über mehrere Jahre als verlässlicher Beamter gezeigt hatte und seine hugenottische Herkunft ihn zu einem vertrauensvollen Umgang mit den Franzosen befähigte, wurde ihm 1812 das schwierige Amt des Polizeipräsidenten in Berlin übertragen. Mit politischen und diplomatischen Geschick erfüllte er seine Aufgaben zur Zufriedenheit der Regierung. Dadurch qualifizierte er sich für höhere Aufgaben und wurde daher im Spätsommer 1813 von der Regierung bei der Wahl des Berliner Oberbürgermeisters als Kandidat nominiert, ließ sich aber gegen den gewählten Bewerber Johann Stephan Gottfried Büsching nicht durchsetzen. Dennoch genoss er das Vertrauen der Regierung, sodass er 1816 zum Regierungspräsidenten und Direktor des neu errichteten Regierungskollegium in Berlin berufen wurde. Es wurde ihm der Titel des „Chefpräsidenten“ verliehen.

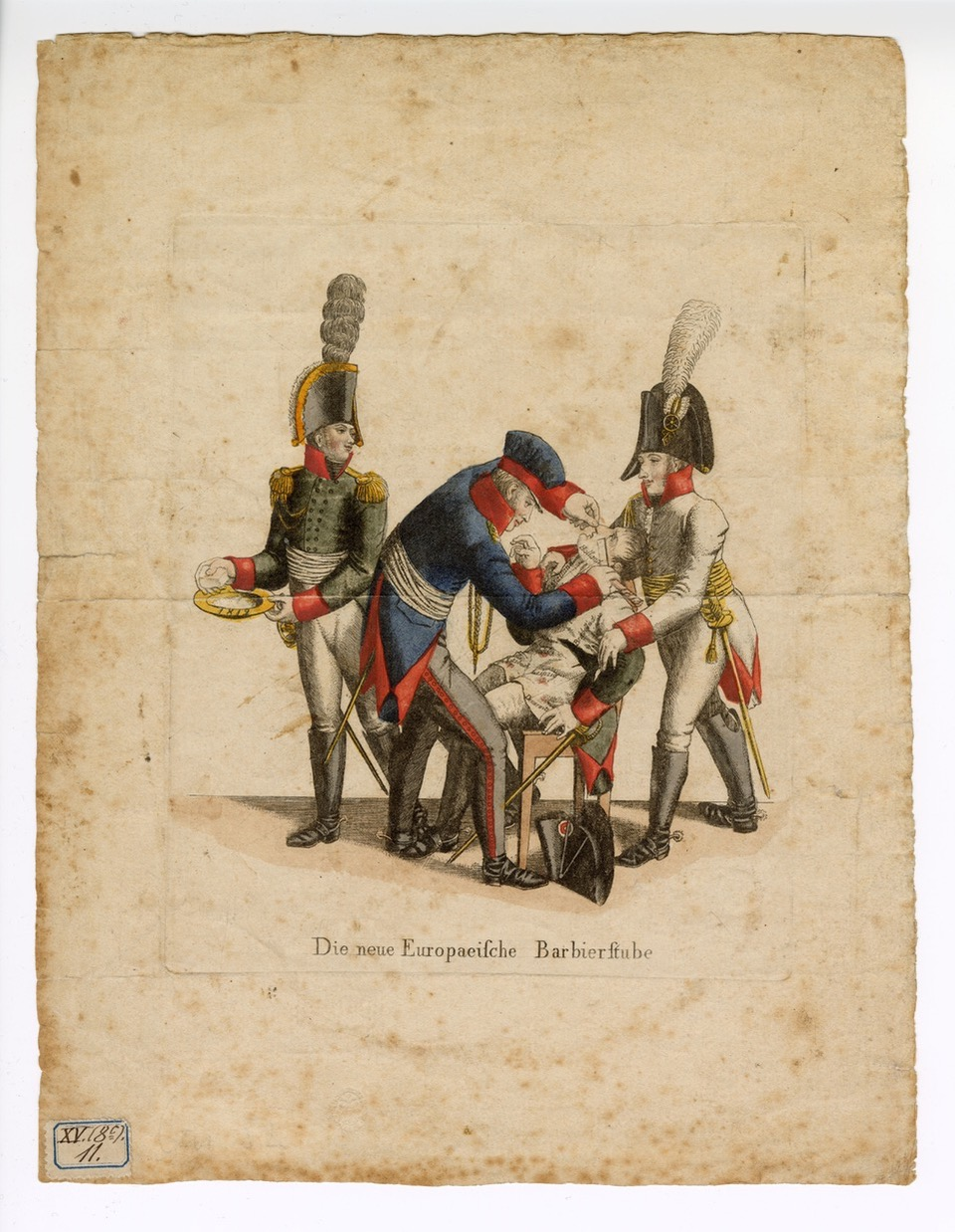
Voltz, Johann Michael, „Die neue Europäische Barbierstube“, Stadtgeschichtliches Museum Leipzig

#### Karikaturenstreit
Im März 1813 hatten die Franzosen das von ihnen besetzte Berlin geräumt. Die französische und preußische Zensur, die dem Polizeipräsidenten oblag, wurde abgeschafft. Die Russen waren als Verbündete in Berlin einmarschiert. Das russische Hauptquartier bestand darauf, wie Le Coq am 8. März 1813 an die preußische Oberregierungskommission klagte, alle und jene Druckschriften, die gegen Frankreich gerichtet wären, auch wenn sie Schmähungen enthielten, unbedingt erscheinen und verbreiten zu lassen.
Danach waren in Berlin Spottbilder auf Napoleon sehr beliebt, die durch hohe Auflagen den Charakter politischer Massengraphik erhielten und innerhalb einer Woche eine Auflage von 20.000 Exemplaren erzielten. Dies lag im Interesse der preußischen Reformer, die den Aufstand gegen Napoleon planten, der dann zu den Befreiungskriegen führten.
Im Dezember erschien eine Karikatur mit dem Titel Die neue Europaeische Barbierstube von Johann Michael Voltz, die ein häufig variiertes Motiv zeigte, das die Monarchen von Russland, Österreich und Preußen Napoleon zur Rasur nötigen und ihm Schnittwunden zufügte. In einem Brief schrieb der Berliner Polizeipräsident Le Coq:
Die Karikaturen wurden immer aggressiver. So wurden französische Soldaten z. B. als Affen dargestellt, die unter der Peitsche eines Dompteurs eine Dressur aufführten.
Der Brief von Le Coq beleuchtet nicht nur die Praxis der Zensur, die sich gegen die Anweisung der Russen richtete, sondern gibt auch das Kriterium für den staatlichen Eingriff an: Die Monarchen dürfen in keiner Weise respektlos in die Kritik einbezogen werden. Der Polizeidirektor meinte weiterhin in einem Schreiben vom 24. Dezember 1813 an den preußischen Außenminister August von der Goltz, dass die Bilder schon deshalb nicht erscheinen dürften, weil die müßigen Gaffer mit behaglichem Lächeln die Blicke auf diese Karikaturen heften und in den Zügen der Hauptpersonen Ähnlichkeiten mit hier lebenden Geistlichkeiten aufzufinden glauben und viele der (Karikaturen)... die Sitte und sittliche Würde beleidigen.
Dennoch konnte das Erscheinen weiterer Karikaturen nicht vollständig unterbunden werden.

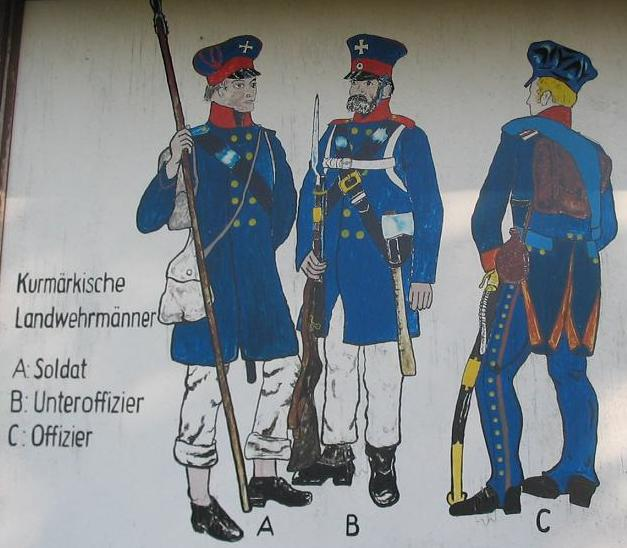
(Preußisch-)Kurmärkische Landwehr 1813

#### Landsturmdiskussion
Die Grundkonzeption in der preußischen Verteidigung gegen Napoleon, die die Reformer Gerhard von Scharnhorst, August Neidhardt von Gneisenau und Carl von Clausewitz
als Hauptbefürworter des Landsturmes 1808, 1811 und 1812 entwarfen, sah vier Elemente vor. Neben dem regulären Heer sollte eine Nationalmiliz, die Landwehr eingeführt werden. Das dritte Element sollten Streitparteien sein, die das Volk zum Widerstand gegen die Franzosen motivieren würden. Das vierte und letzte Element war eine Guerilla: der Landsturm.
Die Organisationsweise und Taktik des Landsturmes wurde im Edikt des Königs vom 21. April 1813 ausführlich in 85 Paragraphen beschrieben. Le Coq, ein Gegner der Reformer, von denen er von Gneisenau in Memel und Königsberg am Hofe des Königs nach dessen Flucht vor den Franzosen kennengelernt hatte, war in seiner Eigenschaft als Polizeipräsident im Mai 1813 Vorsitzender des Ausschusses zur Bildung der Landwehr und des Landsturms und erließ für Berlin aufgrund des Ediks mehrere Beschlüsse, Instruktionen und Reglements Le Coq, der der Aufstellung des Landsturms und auch den Reformern skeptisch gegenüber stand, hat aber schon am 26. Juni 1813 gefordert, dass die Landstürmer keine Wachen stellen sollten. Es sei nicht möglich, den tatsächlich im Dienst stehenden Landstürmer von jedem anderen zu unterscheiden. Der Gehorsam würde gegenüber der Polizei mit Verweis auf die Landsturmzugehörigkeit verweigert. Der Landsturm sei so schwach organisiert und so von einem falschen Geist der Gleichheit durchdrungen, dass auch seine Offiziere keinen Gehorsam erreichten. Allgemein wurde befürchtet, dass die Landstürmer ihrer bürgerlichen Subordination gegen die Obrigkeit sich täglich mehr entwöhnen.
Die Reformer mussten ihre Erwartungen an die Realität anpassen. Sie war vielleicht nicht von ihnen verschuldet Es zeigte sich hier letztlich die Differenz zwischen einer hohen Idee und der kleinen menschlichen Wirklichkeit. Die Organisation des Landsturmes scheiterte letztlich. Der Berliner Landsturm kam überhaupt nicht in Kontakt mit dem Feind. Am 4. März 1814 erging der königliche Befehl, alle Übungen des Landsturmes auszusetzen.

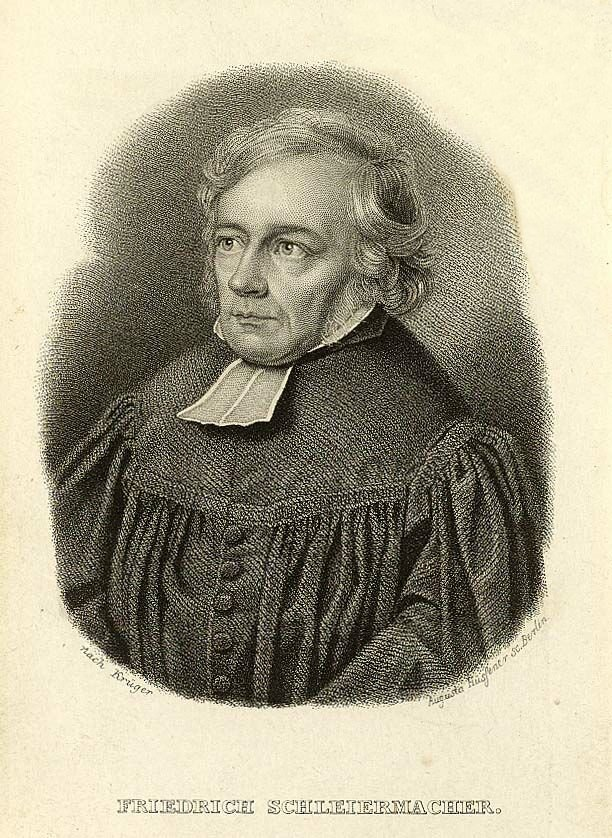
Friedrich Schleiermacher

#### Kontroverse mit Schleiermacher
Friedrich Daniel Ernst Schleiermacher (1768–1834) war ein evangelischer Theologe, Altphilologe, Philosoph, Publizist, Staatstheoretiker, Kirchenpolitiker und Pädagoge, der mehrere Jahre in Berlin lebte und auch dort starb.
Le Coq war für Schleiermacher jene Person, mit der er sich auch wegen dessen Zensurtätigkeit permanent insbesondere über presserechtliche Fragen auseinandersetzen musste.
1808 hatte Schleiermacher begonnen, sich auch praktisch politisch zu betätigen. Er war in Königsberg, wohin der König nach der Besetzung Berlins durch Napoleon geflüchtet war, und machte dort die Bekanntschaft mit von Stein und beriet sich mit Gneisenau und der Weg der Agitation und nicht der Verschwörung, um das Ziel des Volksaufstandes gegen Napoleon zu erreichen. Er wünschte die Durchführung der Steinschen Reformen, aber auch eine Konstitutionelle Monarchie mit einer Verfassung und einem Parlament, wie es der König versprochen hatte. Das Land war tief gespalten. Die konservativen Kräfte, die eine Liberalisierung vermeiden wollten, betrachteten ihn mit Argwohn, nachdem er als Journalist, Redakteur und Leiter im Jahre 1813 tätig war für die von Niebuhr gegründeten Zeitung Der preußische Korrespondent tätig war, die viermal wöchentlich erschien. In einem Artikel vom 25. Juli 1813 kritisierte er die preußische Politik als nicht entschlossen genug und sprach sich gegen einen vorzeitigen Friedensschluss mit Napoleon aus.
Er war zwar nicht, wie ihm später vorgeworfen wurde, Mitglied des Tugendbundes, einem Verein, der sich nach der Schlacht bei Jena und Auerstedt und der Schlacht bei Friedland im Frühjahr 1808 in Königsberg i. Pr. bildete, stand ihm aber nahe. Der Verein war der Keim der Preußischen Reformen und der Befreiungskriege. In einem Polizeibericht an den König vom 7. Oktober 1812 wurde er als ein Mann angezeigt, der die Aufmerksamkeit der Staatspolizei verdiene. Schleiermacher gehörte zusammen mit dem befreundeten Johann Gottfried Eichhorn, Historiker und Theologe, der zur Gruppe der supranaturalistischen Rationalisten der Zeit gerechnet wird, und seinem Schwager, dem Rechtsgelehrten Friedrich Carl von Savigny, dem im Frühjahr 1813 bestellten Ausschuss zur Bildung der Landwehr und des Landsturms in Berlin an, dessen Vorsitzender der Polizeipräsident Le Coq war. Schleiermacher wurde von ihm beschuldigt, dass nach dem Inhalt der Akten er derjenige war, welcher in einem ganz revolutionären Sinne von eigener Hand das gesetzwidrige Landsturm-Justiz-Reglement abgefasst habe. Es sei nicht zu ermitteln gewesen, wie unter die Abschriften die Unterschrift des Staatsrates Le Coq gekommen sei.
Le Coq denunzierte Schleiermacher, Savigny und Eichhorn als Jakobiner und äußerte sich gegenüber dem König in einem Immediatbericht vom 1. Juli 1813, in dem er über Eichhorn, Schleiermacher und Savigny äußerte, dass „des Verhältnis des Landsturm Ausschusses umso gefährlicher als die Benutzung derselben in den Händen junger Männer liege, die in ihren Gesinnungen zwar den gegenwärtigen politischen Verhältnissen des jungen Staates und dem glühenden Enthusiasmus sich anschließen, die aber eben deshalb von aller Mäßigung und den schuldigen Begriffen des Gehorsams und der Unterwürfigkeit unter Euerer Majestät oberste landesherrliche Beschlüsse soweit entfernt sind, daß sie bei Abweichungen der letzteren von ihren Ansichten vielleicht mit entgegengesetzten Streben aufzutreten bereit sein werden“. Schleiermacher und Eichhorn bezeichnete er als Demagogen, die sich beim Staatskanzler (Hardenberg) „Eingang verschafft“ hätten.
Nachdem er 1813 in dem schon oben genannten Zeitungsartikel vom 25. Juli 1813 das zögerliche Handeln Preußens kritisiert hatte, geriet er in Konflikt mit der Zensur, die dem Polizeipräsidenten oblag. Ihm wurde Hochverrat vorgeworfen. Er erhielt einen Verweis. Le Coq behinderte Schleiermacher weiterhin in der Ausübung seiner publizistischen Arbeit, sodass dieser schließlich seine Aufgabe Ende September niederlegte. Le Coq machte aber auch seinen Nachfolgern in der Redaktion das Leben schwer. Die Zeitung stellte zum Ende des Jahres 1814 ihr Erscheinen ein.

### Weitere diplomatische Tätigkeit
Nach Auflösung der Behörde war Le Coq im Departement für Neuenburg NE tätig. Das in der Schweiz gelegene Fürstentum Neuchâtel war 1814 wieder an Preußen zurückgekommen, blieb zwar als 21. Kanton Mitglied der Schweiz, der preußische König behielt aber bis 1848 die Hoheitsrechte. Seit 1822 war Le Coq wieder im Ministerium der auswärtigen Angelegenheiten tätig.

### Auszeichnungen
- Im Jahre 1814 erhielt er das Eiserne Kreuz am weißen Bande II. Klasse.[8]
- 1816 erhielt er den Roter Adlerorden II. Klasse.[7]